# Silvena Rowe
Silvena Rowe (bułg. Силвена Роу, ur. 1967 w Płowdiwie) – bułgarska kuchmistrzyni i restauratorka.

## Życiorys
Pochodzi z rodziny mieszanej etnicznie - ojciec Mehmed był Turkiem, a matka Bułgarką. Silvena przejęła po ojcu zamiłowanie do tradycyjnej kuchni osmańskiej. Mając 19 lat przeniosła się do Londynu, gdzie pracowała w jednej z najbardziej prestiżowych restauracji w Notting Hill. W tym czasie nawiązała współpracę z Malcolmem Gluckiem, z którym wspólnie przygotowywała kolumnę kulinarną w piśmie The Guardian. W 2007 była konsultantem d.s. kulinarnych przy realizacji filmu Eastern Promises Davida Cronenberga. W tym samym roku podjęła współpracę z kanałem BBC (program Saturday Kitchen) oraz z kanałem ITV.
Jest autorką kilku książek kucharskich. Wydane w 2007 dzieło poświęcone organizacji przyjęć doczekało się prestiżowej Nagrody Glenfiddicha. Szczególne znaczenie w jej dorobku ma książka Purple Citrus and Sweet Perfume, będąca owocem jej podróży kulinarnych po krajach Bliskiego Wschodu. W prowadzonej przez Silvenę Rowe restauracji hotelu The May Fair w Londynie podawane są dania tradycyjnej kuchni osmańskiej.

## Dzieła
- 2004: Supergrub: Dinner-party Bliss on a Budget
- 2007: The Eastern and Central European Kitchen: Contemporary and Classic Recipes
- 2011: Purple Citrus and Sweet Perfume, ISBN 978-0-06-207159-0